# Jean Sarrazin (chambellan)
Jean Sarrazin est un des chambellans du roi Louis IX (Saint Louis), connu notamment grâce à la conservation des comptes de l'hôtel du roi pour les années 1256-1257, dont il a assuré la tenue et qui sont conservés aujourd'hui sur tablettes de cire aux Archives nationales.

## Biographie
Jean Sarrazin a d'abord été comptable au service d'Alphonse de Poitiers, avant de devenir chambellan de Saint Louis, qu'il accompagna à la septième croisade. D'origine parisienne, il était le petit-fils de Pierre Sarrazin, clerc du roi, et il épousa Agnès, veuve d'Etienne Barbette, voyer de Paris. Il possédait à Paris plusieurs maisons et avait une fortune estimée à 800 livres.
Comme chambellan, il était responsable des dépenses de l'hôtel du roi, c'est-à-dire d'une grande partie des dépenses.

## Les tablettes de cire de Jean Sarrazin
Les tablettes de cire, qui étaient d'un usage général dans l'Antiquité, restèrent employées jusqu'au XIVe siècle. On y inscrivait tout ce qui était transitoire, notamment les brouillons de comptes, avant que ceux-ci ne soient recopiés au clair sur des registres de parchemin.  Les quatorze tablettes conservées aux Archives nationales (soit 26 faces recouvertes de cire, la première et la dernière face constituant les plats de la reliure du volume) n'étaient pas destinées à être conservées, puisque les comptes qui y sont transcrits sont cancellés (rayés d'un trait), ce qui prouve qu'ils ont été recopiés ailleurs. C'est donc par hasard qu'ils sont parvenus jusqu'à nous. Ils sont mentionnés dans un inventaire du Trésor des chartes en 1750.
On connaît quelques autres exemples de tablettes de cire à la Bibliothèque nationale de Paris et à l'Archivio di Stato de Florence.